# Campina Grande (microregio)
Campina Grande is een van de 23 microregio's van de Braziliaanse deelstaat Paraíba. Zij ligt in de mesoregio Agreste Paraibano en grenst aan de microregio's Cariri Oriental, Curimataú Ocidental, Esperança, Brejo Paraibano, Itabaiana en Umbuzeiro. De microregio heeft een oppervlakte van ca. 2.113 km². In 2008 werd het inwoneraantal geschat op 615.099.
Acht gemeenten behoren tot deze microregio:
- Boa Vista
- Campina Grande
- Fagundes
- Lagoa Seca
- Massaranduba
- Puxinanã
- Queimadas
- Serra Redonda

Mesoregio's: Agreste Paraibano · Borborema · Mata Paraibana · Sertão Paraibano

Microregio's: Brejo Paraibano · Cajazeiras · Campina Grande · Cariri Ocidental · Cariri Oriental · Catolé do Rocha · Curimataú Ocidental · Curimataú Oriental · Esperança · Guarabira · Itabaiana · Itaporanga · João Pessoa · Litoral Norte · Litoral Sul · Patos · Piancó · Sapé · Seridó Ocidental · Seridó Oriental · Serra do Teixeira · Sousa · Umbuzeiro